# Isola Tukarak
L'isola Tukarak è un'isola del Canada, situata nell'arcipelago artico canadese ed in particolare appartenente alle isole Belcher. Dal punto di vista amministrativo essa appartiene al territorio di Nunavut e alla regione di Qikiqtaaluk.